# Otto von Faber du Faur
Otto von Faber du Faur, född 3 juni 1828, död 10 augusti 1901, var en tysk konstnär.
Faber skildrade med förkärlek bataljscener och hämtade för många av sina största dukar motiven i fransk-tyska kriget 1870-1871. Även orientaliska ämnen lockade honom, då de gav honom tillfälle att odla starka färgeffekter.